# Euploea macleari
Euploea macleari is een vlinder uit de familie van de Nymphalidae. De wetenschappelijke naam van de soort is voor het eerst geldig gepubliceerd in 1887 door Arthur Gardiner Butler.